# Људмила Рјумина
Људмила Георгијевна Рјумина (рус. Людмила Георгиевна Рюмина; Вороњеж, 28. август 1949 — Москва, 31. август 2017) совјетска и руска била је певачица, извођач руских народних песама. Народна уметница РСФСР (1991).